# Con Walsh
Pour les articles homonymes, voir Walsh.
Cornelius E. « Con » Walsh (né le 24 avril 1881 à Carriganimma en Irlande et décédé le 7 décembre 1961) est un athlète canadien d'origine irlandaise spécialiste du lancer du marteau. Il mesurait 1,83 m pour 97 kg.

## Biographie

### Palmarès
| Date | Compétition           | Lieu    | Résultat | Performance |
| ---- | --------------------- | ------- | -------- | ----------- |
| 1908 | Jeux olympiques d'été | Londres | 3e       | 48,50 m     |

### Records
| Épreuve           | Performance | Lieu | Date |
| ----------------- | ----------- | ---- | ---- |
| Lancer du marteau | 54,12 m     |      | 1911 |